# Bombus superbus
Bombus superbus är en biart som först beskrevs av Borek Tkalcu 1968. Den ingår i släktet humlor och familjen långtungebin. Inga underarter finns listade.

## Beskrivning
Arten är övervägande svart, ibland med en del gula hår på hjässan, med ett klargult band tvärs över mellankroppen och på tergit 1 och 2 (pälsen på tergit 2 är dock uppblandad med en del svarta hår). Resten av bakkroppen är svart, dock han det finnas en del helt eller delvis vita hår. Karaktärerna syns bäst på honorna; hanarna identifieras främst genom könsdelarnas utseende. Honorna (drottningarna och arbetarna) är påtagligt stora humlor.

## Ekologi
Habitatet utgörs av blomsterrika, alpina gräsmarker på höjder mellan 4 800 och 5 220 meters höjd. Arten är polylektisk, den flyger till blommande växter från flera olika familjer, som korgblommiga växter (fjällskäror), gentianaväxter (till exempel Gentiana algida) och ärtväxter (till exempel Hedysarum pseudastragalus).
De första individerna insamlades troligen redan i slutet på 1800-talet, men på grund av att utbredningsområdet är så glest befolkat föll den i glömska och beskrevs inte förrän långt senare. De första från början säkert identifierade exemplaren upptäcktes först år 1990 då fyra exemplar hittades, men sedan lyste humlan med sin frånvaro, trots flera expeditioner till området, och man kände till väldigt litet om humlans ekologi. År 2014 påträffade emellertid en expedition för första gången arten på en blomsteräng på över 5 200 meters höjd, och man kunde till slut fastställa dess habitat.

## Utbredning
Arten är endast känd från den tibetanska högplatån, där den förekommer i Kunlunbergen och i Danglabergen längs gränsen mot Qinghai.